# Истлауакан
Истлауака́н (исп. Ixtlahuacán) — посёлок в Мексике, в штате Колима, входит в состав одноимённого муниципалитета и является его административным центром. Численность населения, по данным переписи 2020 года, составила 2985 человек.

## Общие сведения
Название Ixtlahuacán с языка науатль можно перевести как: пустынная ровная долина без деревьев.
Поселение было основано в доиспанский период, а первое упоминание относится к 1566 году в хрониках капеллана Барнардино Колы, под названием Сантос-Рейес-де-Истлауакан.
В 1745 году была построена церковь Святых волхвов.
В 1811 году, во время войны за независимость Мексики, Истлауакан захватили и подожоги войска роялистов за поддержку жителями деревни независимости Мексики.
13 июля 1867 года поселение получило статус посёлка.
В 1967 году посёлок был электрифицирован.
Он расположен в 30 км к югу от столицы штата, города Колима, в 6 км от федеральной трассы 110 по шоссе № 19.

## Население
| Год  | Численность | Численность |
| ---- | ----------- | ----------- |
| 2000 | 2429        | [ 7 ]       |
| 2005 | 2484        | [ 8 ]       |
| 2010 | 2717        | [ 9 ]       |
| 2020 | 2985        | [ 10 ]      |